# Luokkajärvi (sjö i Pudasjärvi, Norra Österbotten, Finland)
Luokkajärvi eller Luokanjärvi är en sjö i Finland. Den ligger i kommunen Pudasjärvi i landskapet Norra Österbotten, i den norra delen av landet, 600 km norr om huvudstaden Helsingfors. Luokanjärvi ligger 200,1 meter över havet. Arean är 16 hektar och strandlinjen är 2,83 kilometer lång. Sjön  ingår i Ijo älvs huvudavrinningsområde. 